# Ferenc Németh
Ferenc Németh, född 26 september 1894 i Budapest, död i augusti 1977, var en ungersk vinteridrottare som var aktiv inom längdskidåkning under 1920-talet. Han medverkade vid olympiska vinterspelen 1924 i längdskidåkning 50 kilometer, där han kom på 20:e plats. Fyra år senare, vid olympiska vinterspelen 1928 i längdskidåkning, bröt han 18-kilometersloppet och kom aldrig till start på femmilen.